# Бои за Волноваху (2022)
Бои за Волноваху и Волновахский район в Донецкой области Украины между Вооружёнными силами Украины и объединённой группировкой Вооружённых сил Российской Федерации и подконтрольной ей народной милицией ДНР продолжались с 26 февраля по 12 марта 2022 года и завершились отступлением ВСУ и установлением российского контроля над городом.
Во время боёв за Волноваху российская сторона использовала тактику, ранее опробованную в ходе первой Чеченской войны и операции в Сирии — массовые неизбирательные обстрелы города, включая жилые районы и гражданскую инфраструктуру. Волноваха стала первым украинским городом, фактически уничтоженным в ходе российского вторжения. Разрушению подверглись 90% жилого фонда, а также городская больница (что квалифицируется как военное преступление).
Волноваха имела стратегическое значение для российского наступления на юго-востоке как канал снабжения Мариуполя, точка на трассе из Донецка, а также на железной дороге, потенциальном пути снабжения. В ходе боёв за Волноваху российские силы понесли большие потери, однако неизвестно точное количество комбатантов и гражданских лиц, погибших или получивших ранения.
6 марта 2022 года президент Украины Владимир Зеленский присвоил Волновахе звание города-героя Украины.

## Силы сторон
- На стороне России: (первый штурм) 100 гв. омсбр НМ ДНР (включая 3 мотопехотных батальона, танковый батальон с Т-64 и Т-72, 2 артиллерийских батальона), 3 гв. омсбр НМ ДНР (в т.ч. 4 танковых роты с 30 танками Т-64 и Т-72, 3 пехотных батальона, 2 артиллерийских батальона), орбспнмп «Спарта», (подкрепление), 3 гв. омсбр НМ ДНР 429 мсп ВС РФ, 810 обрмп, 31 одшбр, 150 мсд, 11-й огмп НМ ДНР[8].
- На стороне Украины: 53 омехбр,24-й ошб «Айдар», части бригад «Азов» и «Донбасс», Грузинский национальный легион, 15-й огпб, 503 обмп, части 54 ОМБр, 56 ОМПБр,109-й ОБрТрО[8].

Собеседник «Медузы», близкий к руководству ДНР сокрушался, что на штурм Волновахи были брошены соединения ДНР, на 96—97% укомплектованные мобилизованными всего несколькими днями ранее, многие из которых не проходили медкомиссию, не имели снаряжения по размеру и получили оружие середины XX века (или более ранее, вплоть до винтовок Мосина). Обе стороны применяли в ходе боёв авиацию: Украина — Су-25, Россия — Су-25 и Су-34.

## Хронология
Украинский танкист, участник боёв за Волноваху в разговоре с Forbes утверждал, что первые обстрелы города были зафиксированы ещё до начала полномасштабного вторжения — в ночь с 22 на 23 февраля (он охарактеризовал их как «пристрелочные»). Активные обстрелы начались 25 февраля, а 26 февраля пророссийские силы достигли Волновахи и предприняли попытку штурма. Интенсивные пехотные и танковые бои шли в городской черте, и к 28 февраля ВСУ выбили нападавших из Волновахи, однако город оказался частично окружён.
Наступление на Волноваху сопровождалось неизбирательными массовыми обстрелами, подобным тем, что российские военные ранее проводили в ходе первой Чеченской войны и операции в Сирии. Подобные действия квалифицируются как военное преступление, так как не обеспечивают значимого военного преимущества и направлены на террор мирного населения. К 27 февраля в городе развернулась гуманитарная катастрофа: были нарушены энергоснабжение и связь, в домах не было отопления, был ограничен доступ к воде и продовольствию. Мирные жители были вынуждены прятаться в подвалах, тела погибших было невозможно забрать с улиц из-за постоянных обстрелов. 
Активные бои возобновились, когда пророссийские силы были усилены частями российской армии. Местные жители рассказывали, что подразделения ВСУ закрепились в вагонном депо и 10 дней держали оборону, не пропуская наступающие войска через пересекающую город железную дорогу. 4 марта ООС сообщала о сбитии в районе Волновахи российского Су-34, а 5 марта — о поражении Су-25СМ3, а затем вертолёта Ми-8, который попытался забрать выжившего пилота.
11 марта 2022 года Минобороны России объявило о захвате Волновахи, а в социальных сетях появились видео с российскими военными и техникой на фоне масштабных разрушений. Украинская сторона отмечала, что хотя город полностью разрушен, бои за территорию продолжаются. 12 марта украинские войска с боем отступили из Волновахи. Город заняли силы 163-го танкового полка 150 мсд ВС РФ и 11-го огмп НМ ДНР.

### Эвакуация
Мирные жители покидали Волноваху с первых дней вторжения, а организованная эвакуация была начата 1 марта 2022 года. На 4 марта в городе оставались не менее 3000 гражданских, которых военные и волонтёры пытались вывозить небольшими группами. Несмотря на договорённости о прекращении огня, которые подтверждала российская сторона, гуманитарные колонны попадали под обстрел. Из-за этого эвакуационные автобусы были вынуждены останавливаться в пригородах, а гражданские — добираться до них самостоятельно во время относительной тишины. Большая часть мирных жителей смогли покинуть Волноваху до оккупации. 

### Разрушения
Волноваха стала первым населённым пунктом Украины, который был почти полностью уничтожен неизбирательными обстрелами в ходе вторжения России в Украину. К началу марта российские военные разрушили 90% жилого фонда.
В ходе обстрелов под удар неоднократно попадал и был разрушен городской госпиталь. Его трёхэтажное здание находилось на холме, выделялось на фоне окружающей застройки и было заметно с большого расстояния, и потому не могло быть атаковано случайно. Во время ударов в госпитале работали врачи и прятались от обстрелов мирные жители. За время боёв за Волноваху здание госпиталя превратилось в руины. Международное гуманитарное право однозначно определяет атаки на медицинскую инфраструктуру — как намеренные, так и случайные — как военное преступление.

## Погибшие
Российская группировка, которая вела бои за Мариуполь и Волноваху, понесла значительные потери, но точное число погибших в Волновахе комбатантов и мирных жителей неизвестно. В числе офицеров, погибших в ходе боёв — глава батальона НМ ДНР «Спарта», Владимир Жога (Воха), сменивший на этом посту полевого командира Арсена Павлова (Моторолу) (5 марта) и командир 503 ОБМП ВСУ Павел Сбитов (11 марта, в ходе вывода из окружения подразделений 53 омехбр)

## После оккупации
Захват Волновахи позволил российской группировке перерезать снабжение Мариуполя, а силы ВСУ укрепили оборону на новых рубежах. Оккупированная Волноваха стала важным каналом снабжения группировки ВС РФ на юго-востоке Украины. В мае 2022 года российские военные также заняли Павловку — село, которое обеспечивало ВСУ огневой контроль над Волновахой и проходящими через неё автомобильной и железной дорогой. В дальнейшем ВСУ вернули контроль над Павловкой, и вновь захватить её российские войска смогли только в ноябре 2022 года ценой значительных потерь — до 500 человек только в 115 обрмп.
Глава Донецкой облгосадминистрации Павел Кириленко утверждал, что после захвата Волновахи там оставались около 1000 человек, которые надеялись покинуть город. Гражданские были вынуждены проходить фильтрацию, чтобы перемещаться по занятым российскими силами территориями или выехать в Россию.
В октябре 2023 года российские правоохранительные органы задержали двух российских контрактников, которые совершили массовое убийство семьи из 9 человек (включая детей 5 и 9 лет). Преступники расстреляли жертв во время сна и дополнительно совершили контрольные выстрелы в голову; всего было выпущено около 80 пуль. Российская Lenta.ru сообщала, что мотивом убийства мог быть рядовой конфликт между местным жителем и российским военным.
Близость Волновахи к украинским позициям в районе Угледара сделала район потенциально уязвимым для украинских атак. Так, 20 февраля 2024 года ВСУ нанесли удар двумя ракетами HIMARS по построению 36 омсбр возле села Трудовское Волновахского района. В момент поражения на открытом пространстве полигона были выстроены военнослужащие трёх рот, ожидавшие прибытия командующего 29-й армии Олега Моисеева. По различным оценкам, число погибших составило не менее 60 человек.